# Арианрод
Аррианрод (валл. Arrianrhod) — персонаж валлийской мифологии, наиболее важную роль играющий в Четвёртой ветви Мабиноги. Она является дочерью Дон и сестрой Гвидиона и Гилфайтви; Триады острова Британия называют её отцом Бели Маура. В «Мабиноги» её дядя Мат фаб Матонви является Королём Гвинеда, и в течение повествования она магическим способом даёт жизнь двум сыновьям, Дилану Айл Дон и Ллеу Ллау Гифесу.

## Мабиногион
Согласно «Четвертой ветви», дядя Аррианрод Мат фаб Матонви должен был умереть, если не будет держать свои ступни на коленях девственницы, когда находится не на войне. Гилвайтви влюбился в предназначенную для этого девушку, Гэвин, и он вместе с братом Гвидионом спровоцировал войну с Королём Придери из Диведа, заставив Мата покинуть двор. В отсутствие Мата Гилфайтви насилует Гэвин, но был сурово наказан вернувшимся Матом (он превращает их с Гвидионом в пары животных). Мат женится на Гэвин, чтобы облегчить её стыд, но должен найти новую девственницу, которая держала бы его ступни.
Гвидион предлагает свою сестру, Аррианрод. Чтобы проверить её девственность, Мат говорит ей переступить через его магический жезл. Сделав это, она тут же рожает мальчика Дилана Айл Дон, и вещь, которая становится потом Ллеу Ллау Гифесом. Дилан является морским духом и убегает в океан немедленно после того, как его нарекли; Гвидион хватает вещь прежде, чем его увидит кто-то ещё, и кладет её в сундук. По прошествии времени она превращается в мальчика, который вырос вдвое больше нормального размера; когда ему было четыре, он достиг размеров восьмилетнего. Гвидион берет его с собой, чтобы посетить его мать в её доме, Каэр Аррианрод.
Однако, Аррианрод всё ещё злится из-за своего унижения при дворе Мата. Она говорит, что мальчик никогда не получит имени, если она сама не наречет его. Гвидион переодевает мальчика сапожником и возвращается в Каэр Аррианрод; когда Аррианрод подгоняют обувь по размеру, она видит мальчика, который убивает броском камня крапивника и замечает, что он светловолос («lleu») и имеет умелую руку («llaw gyffes»). Гвидион разоблачает переодевание и говорит, что она только что дала сыну имя — Ллеу Ллау Гифес. Аррианрод снова проклинает Ллеу, сказав, что у него никогда не будет оружия, пока она сама его ему не даст. Несколько лет спустя Гвидион и Ллеу возвращаются в Каэр Аррианрод, в этот раз в одежде бардов. Гвидион, будучи прекрасным рассказчиком, развлекает её двор. Этой ночью, пока все спят, он создает волшебством плывущие к замку боевые корабли. Аррианрод даёт им оружие и броню, чтобы помочь ей сражаться, тем самым разрушая своё второе проклятие. Когда Гвидион раскрывает обман, она накладывает последнее проклятие на Ллеу: он никогда не сможет жениться на женщине одной из существующих на земле рас. Гвидион и Мат разрушают это проклятие, создав женщину из цветов ракитника, таволги и дуба; её называют Блодьювед («цветочное лицо»). Своими проклятиями Аррианрод отказывает Ллеу в трех аспектах мужественности: имени, оружии и жене.

## Другие источники
В одной из Валлийских Триад, 35 по нумерации Рэйчел Бромвич, устанавливаются разные семейные связи Аррианрод. Её отцом называют Бели Маура, а её братом — Кассивелауна. У неё есть два сына от Lliaws ap Nwyfre, Гвенвинвин и Гванар, которые оба помогали Кассивелауну в его борьбе против Юлия Цезаря. Эта триада — единственный источник, связывающий Аррианрод с Бели Мауром и Кассивелауном, но она не является несовместимой с традиционным изложением в «Мабиногионе» Истории из валлийской мифологии со временем изменяются, и «Мабиногион» не содержит единственную их версию. Валлийский ученый Уильям Джон Грифид заметил, что поэтам XV и XVI столетия также известен альтернативный вариант истории, в котором Аррианрод все же стала девушкой, держащей ступни Мата. Кроме того, некоторые ученые предполагают, что в более ранней форме Четвёртой ветви Гвидион был отцом сыновей Аррианрод.
Дворец Аррианрод, Каэр Аррианрод, связывают со скальной формацией, видимой на побережье северного Гуинета при низком приливе. Это место является одним из немногих ориентиров, подтверждающих, что события Четвёртой ветви произошли в этой местности. Название «Каэр Аррианрод» также используется в Уэльсе для созвездия Северная Корона. Гластонбери Тор также связывают с Аррианрод.
Королева Фей Арганта, упоминающаяся как одна из королев, которым доверен умирающий король Артур, как сказано в «Бруте» Лайамона, может как быть, так и не быть другим именем Аррианрод.

## Этимология
Имя Аррианрод (от валлийского arian, «серебро» и rhod, «колесо») может быть родственно с прото-кельтским *Arganto-rotā, означающим «серебряное колесо.» По альтернативной версии, ранняя форма имени может звучать как Aranrot, в этом случае первая часть имени будет связана с «Aran.»